# Monika Wogrolly

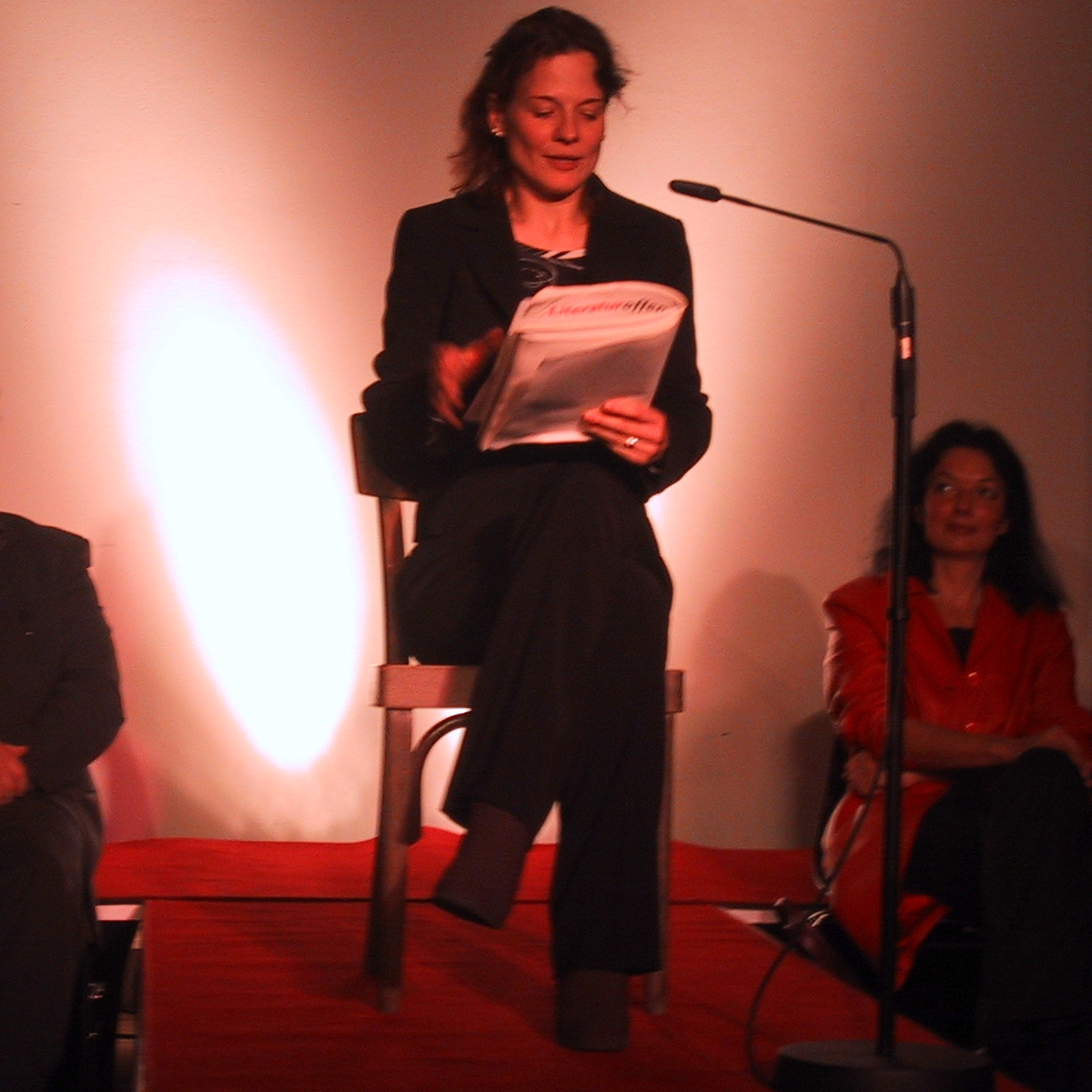
Monika Wogrolly im Literaturhaus Graz (2003)

Monika Wogrolly (* 11. August 1967 in Graz) ist eine österreichische Philologin und Schriftstellerin.
Nach der Reifeprüfung im Akademischen Gymnasium in Graz im Juli 1985 war Wogrolly Autorin und Mitarbeiterin im Lektorat des Verlages Leykam in Graz. Von 1992 bis 1997 studierte sie Philosophie und Deutsche Philologie an der Karl-Franzens-Universität in Graz. Sie schrieb eine Diplomarbeit über Martin Heideggers van Gogh-Interpretation. Seit 1998 ist sie Mitglied der Internationalen Gesellschaft für Philosophische Praxis.
Ab 1998 absolvierte sie eine Ausbildung zur Psychotherapeutin und arbeitete nebenher für eine PR-Agentur. Von 2000 bis 2003 war sie an einem interdisziplinären Forschungsprojekt des Fonds zur Förderung der wissenschaftlichen Forschung zur Hirntodproblematik beteiligt. Seit 2001 ist sie Mitglied der Grazer Autorenversammlung. 2003 promovierte sie an der Karl-Franzens-Universität Graz zum Dr. phil.

## Werke
- Sturzflug ins Schwebende. Kurzprosa. Leykam, Graz 1987, ISBN 3-7011-7179-3.
- Suche meinen Mörder. Roman. Deuticke, Wien 1994, ISBN 3-216-30073-0.
- Ins Feuer. Roman. Deuticke, Wien 1995, ISBN 3-216-30127-3.
- Die Menschenfresserin. Roman. Deuticke, Wien 2000, ISBN 3-216-30545-7.
- Herzlos. Roman. Deuticke, Wien 2002, ISBN 3-216-30662-3.
- Rabenbraten. Deuticke, Wien 2004, ISBN 3-216-30733-6.

## Wissenschaftliche Publikationen (Auswahl)
- Hirntod: Zur Praxis des Leib-Seele-Problems. In: Contribution of the Austrian Ludwig Wittgenstein Society. Metaphysics. Volume VII (2). Austrian Ludwig Wittgenstein Society, Kirchberg/Wechsel 1999.
- Bioethik und das Problem absoluter Werte. In: Wittgenstein und die Zukunft der Philosophie. Eine Neubewertung nach 50 Jahren. Volume IX (2), Austrian Ludwig Wittgenstein Society, Kirchberg/Wechsel 2001, S. 391–398.
- Menschen im Wachkoma: Personen oder nicht? In: Volume X (2), Austrian Ludwig Wittgenstein Society, Kirchberg/Wechsel 2002.
- Hirntod und Umgebung. Aspekte der Macht und Gewalt in der Medizin. In: John D. Pattillo-Hess, Mario R. Smole (Hrsg.): Macht und Gewalt. Löcker-Verlag, Wien 2003.
- Bioethische Dimensionen in der Alpin- und Höhenmedizin. In: Alpinmedizinischer Rundbrief. 29. August 2003, S. 22.
- Abbilder Gottes. Demente, Wachkomatöse und Hirntote. In: Peter Strasser (Hrsg.): Bibliothek der Unruhe und des Bewahrens. Styria/Pichler-Verlag, Wien 2004.

## Auszeichnungen
- Literaturförderungspreis der Stadt Graz
- Literaturstipendium des Landes Steiermark
- Förderungspreis der Stadt Wien
- Josef Krainer-Stipendium des Landes Steiermark
- Rom-Stipendium des Bundeskanzleramtes
- Österreichisches Staatsstipendium für Literatur
- Gratwanderpreis 1997.
- frauen.kunst.preis 2004